# 小行星2652
小行星2652（2652 Yabuuti）是一颗围绕太阳公转的小行星。1953年4月7日，卡爾·威廉·萊茵姆特在海德堡发现了此天体。
該小行星以日本天文學家藪内清命名。
这颗小行星的绝对星等为293.74030566等。